# Gina Rodriguez
Gina Alexis Rodriguez-LoCicero (Chicago, Illinois, 1984. július 30. –) Golden Globe-díjas amerikai színésznő.
Leginkább Jane Villanueva főszerepéről ismert a The CW Szeplőtelen Jane (2014–2019) című szatirikus romantikus drámasorozatból, amelyért 2015-ben Golden Globe-díjat kapott.
Pályafutását 2004-ben kezdte színházi produkciókban, majd az Esküdt ellenségek egyik epizódjában debütált a televízió képernyőjén. Filmes áttörése 2012-ben jött el, a Filly Brown című független zenés-drámafilmben. Ezután olyan filmekben játszott, mint a Mélytengeri pokol (2016), a Ferdinánd (2017), az Expedíció (2018), a Tölténykirálynő (2019), az Egy remek valaki (2019) és a Scooby! (2020).
A Netflixen bemutatott Carmen, a mestertolvaj című animációs sorozatban Carmen Sandiego eredeti hangját kölcsönözte.

## Fiatalkora és tanulmányai
Gina Alexis Rodriguez az Illinois államokbeli Chicagoban született Puerto Ricó-i szülők, Magali és Gino Rodriguez bokszbíró legfiatalabb lányaként. Van két nővére és egy bátyja. A Chicago északnyugati oldalán található Belmont Cragin környéken nevelkedett.
Rodriguez hétévesen fellépett a Fantasia Juvenil salsa táncegyesületben. Katolikus szellemben nevelték és a St. Ignatius College Prep egyházi magániskolába járt. 17 éves koráig a salsa táncra összpontosított, míg végül elkezdett színészet után érdeklődni.
16 évesen azon tizenhárom tinédzser között volt, akiket felvettek a Columbia Egyetem színházi tagozatára. A New York Egyetemen található Tisch Művészeti Iskolába járt. Négy évig az Atlantic Theatre Company-nál és az Experimental Theatre Wing-en tanult, majd 2005-ben Bachelor of Fine Arts diplomát szerzett. Az Egyesült Királyságban a „Casa Blue” világpremierjén, a The Last Moments in the Life of Frida Kahlo című darabjában Frida Kahlót játszotta.

## Színészi pályafutása

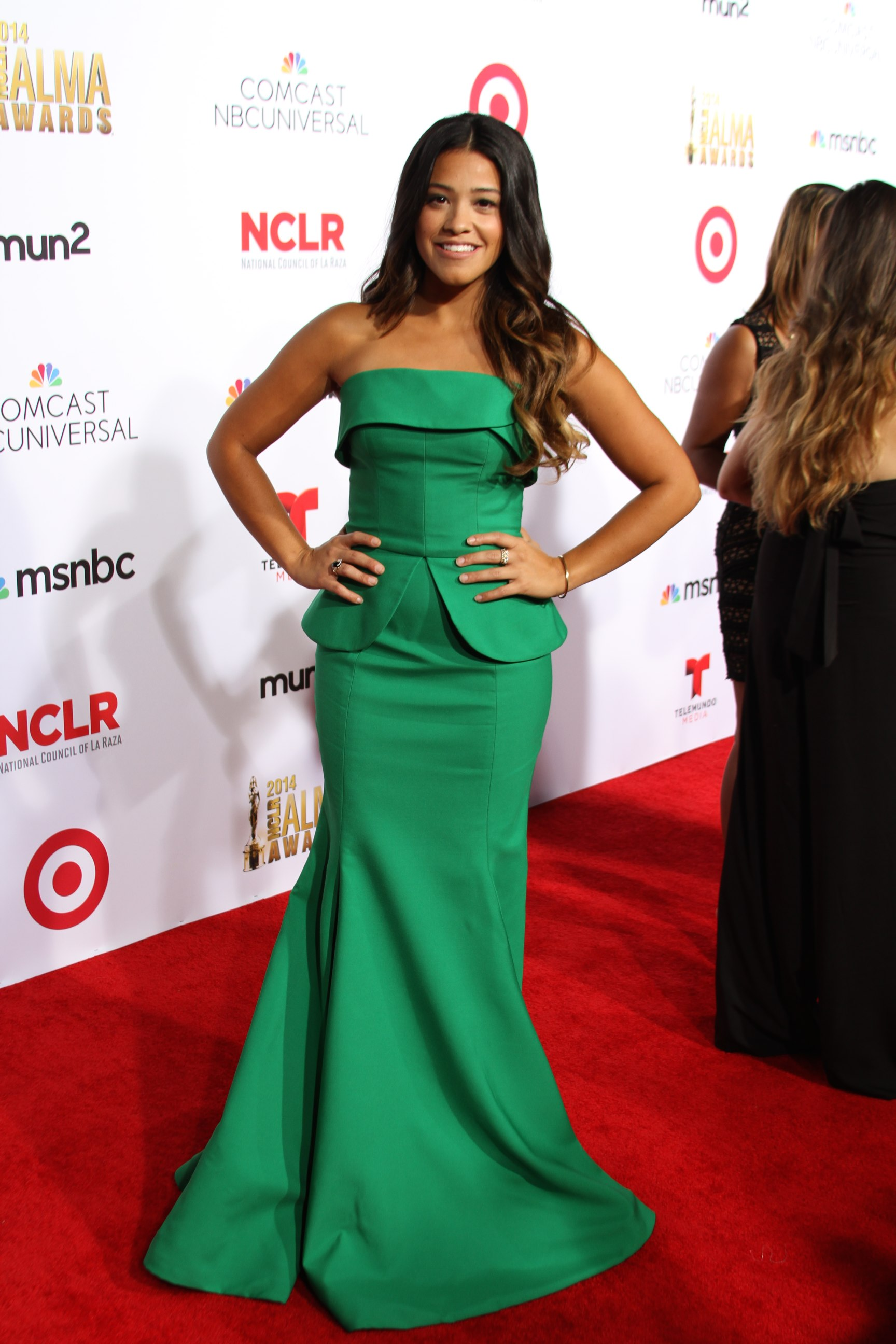
Rodriguez a 2014-es Alma-díjátadón.

2004-ben debütált az Esküdt ellenségek egyik epizódjában. Később Az utolsó óra, a Katonafeleségek és A mentalista című sorozatokban szerepelt. 2011. október 19-én visszatérő szerepet kapott a Gazdagok és szépek című szappanoperában. Szerepelt a Go for It! című zenés filmben, amelyért 2011-es Imagen-díj jelölést kapott.
2012-ben a fiatal hip-hop művész Majo Tenoriót alakította a Filly Brown című független zenés drámafilmben, amelyért egy Imaged-díjat nyert. Jó kritikákat kapott a filmben nyújtott teljesítményéért. A New York-i First Run Filmfesztiválon a legjobb színésznek járó díjat is megkapta. 2013. június 9-én elnyerte az Inaugural Lupe-díjat. 2013. április 16-án egy interjú során elárulta, hogy szerepet kapott a Devious Maids című Lifetime televíziós sorozatban, de elutasította azt. 2013. október 16-án csatlakozott a Sleeping With The Fishes című film szereplőihez.
2014. február 27-én az Entertainment Weekly bejelentette, hogy Rodriguez Jane Villanueva címszereplőt játssza majd a Szeplőtelen Jane című sorozatban, amelyért végül Golden Globe-díjat nyert. 2014. június 4-én csatlakozott az Üzenetek színészgárdájához. 2015 augusztusában megrendezte a 2015-ös Teen Choice Awards-ot Ludacris és Josh Peck társaságában. 2017 novemberében Szűz Mária hangját kölcsönözte A csillag című animációs filmben, és Natalie Portman mellett Anyát alakította a 2018-as Expedíció című sci-fi-thrillerben. Carmen Sandiegót szinkronizálta a Netflix Carmen, a mestertolvaj animációs sorozatában, amelynek bemutatója 2019. január 18-án volt. 2018 márciusában a Netflix bejelentette, hogy megszerezték a sorozat élőszereplős megfilmesítésének jogait, és Rodriguez Sandiego szerepét tölti majd be a filmben.
Rodriguez az I Can & I Will Productions produkciós cég tulajdonosa. Projekteken dolgozott a CBS-nél és a The CW-nél a latin közösség köré összpontosítva. Producerként és szereplőként volt látható a Netflix Egy remek valaki című 2019-es romantikus vígjátékában.
2019-ben címszereplőként tűnt fel a Tölténykirálynő című akcióthrillerben. Ugyanebben az évben bejelentették, hogy a Netflix Ébredj című sci-fi-thrillerjében fog szerepelni. 2020-ban Vilma Dinkley-t szinkronizálta a Scooby! című animációs kalandfilmben.

## Magánélete
Egy interjúban Rodriguez elárulta, hogy 19 éves kora óta Hashimoto-thyreoiditisben, a pajzsmirigyet érintő betegségben szenved, amely levotiroxinnal kezelhető.
Egy 2014-es interjúban elmondja: "Katolikusként nőttem fel. A családomban van zsidó ember, és hollywoodi keresztény templomba járok. Alapvetően minden helyen ott vagyok."
2016-ban Rodriguez randevúzni kezdett Joe LoCiceró színésszel, modellel és MMA-harcossal, akivel a Szeplőtelen Jane forgatásán találkozott. 2018.augusztus 7-én Rodriguez a Us Weekly interjúban megerősítette, hogy ő és LoCiceró eljegyezték egymást. 2019. május 4-én a pár összeházasodott.

## Filmográfia

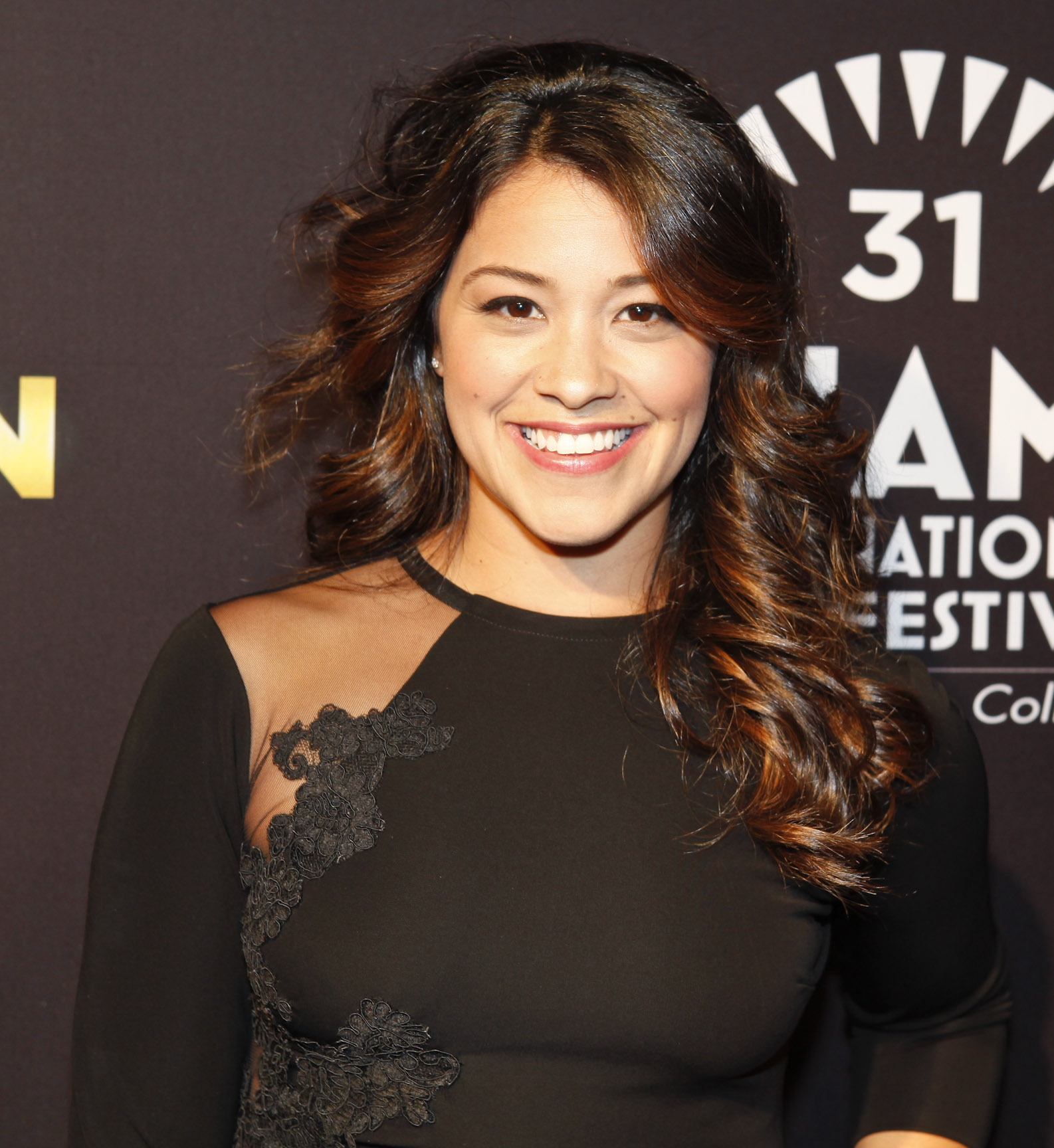
A Filly Brown Miami premierjén

### Film
| Év   | Magyar cím             | Eredeti cím              | Szerep                 | Magyar hang        |
| ---- | ---------------------- | ------------------------ | ---------------------- | ------------------ |
| 2008 |                        | Calling It Quits         | színész                |                    |
| 2010 | Házasodik a család     | Our Family Wedding       | koszorúslány           |                    |
| 2011 |                        | Go for It!               | G                      |                    |
| 2012 |                        | Filly Brown              | Majo Tenorio           |                    |
| 2012 |                        | California Winter        | Ofelia Ramirez         |                    |
| 2013 |                        | Enter the Dangerous Mind | Adrian                 |                    |
| 2013 |                        | Sleeping with the Fishes | Alexis Fish            |                    |
| 2016 | Üzenetek               | Sticky Notes             | Natalia                | Szilágyi Csenge    |
| 2016 | Mélytengeri pokol      | Deepwater Horizon        | Andrea Fleytas         | Pálmai Anna        |
| 2017 | A csillag              | The Star                 | Mária (hangja)         | Menczel Andrea     |
| 2017 | Ferdinánd              | Ferdinand                | Una (hangja)           | Lovas Emília       |
| 2018 | Apróláb                | Smallfoot                | Kolka (hangja)         | Andrusko Marcella  |
| 2018 | Expedíció              | Annihilation             | Anya Thorensen         |                    |
| 2018 |                        | Sharon 1.2.3.            | Cindy                  |                    |
| 2019 | Tölténykirálynő        | Miss Bala                | Gloria Fuentes         | Bogdányi Titanilla |
| 2019 | Egy remek valaki       | Someone Great            | Jenny Young            |                    |
| 2020 |                        | Kajillionaire            | Melanie Whitacre       |                    |
| 2020 | Scooby!                | Scoob!                   | Vilma Dinkley (hangja) | Madarász Éva       |
| 2021 | Ébrenlét               | Awake                    | Jill Adams             | Pálmai Anna        |
| 2022 |                        | I Want You Back          | Anne                   |                    |
| 2023 |                        | Parachute                | Dr Akerman             |                    |
| 2023 | Kémkölykök: Armageddon | Spy Kids: Armageddon     | Nora Tango-Torrez      | Pap Katalin        |
| 2024 | Nem kispályás          | Players                  | Mack                   | Csifó Dorina       |

Rövidfilmek
- 2008: Ten: Thirty One – szomszéd lány
- 2009: Osvaldo's – Ana Daisy
- 2010: Little Spoon – Mandy
- 2013: Interstate – Nayeli
- 2013: The Price We Pay – orvos (hangja)
- 2013: Una Y Otra Y Otra Ve – barátnő
- 2014: Since I Laid Eyes – Ilene
- 2014: C'est Jane – Jane
- 2019: Andy's Song – Tavi

### Televízió
| Év        | Magyar cím                     | Eredeti cím                      | Szerep                   | Megjegyzések                                                                               |
| --------- | ------------------------------ | -------------------------------- | ------------------------ | ------------------------------------------------------------------------------------------ |
| 2004–2008 | Esküdt ellenségek              | Law & Order                      | Yolanda / Inez Soriano   | 2 epizód                                                                                   |
| 2005      |                                | Jonny Zero                       | Rose                     | 1 epizód                                                                                   |
| 2009      | Az utolsó órában               | Eleventh Hour                    | Robin                    | 1 epizód                                                                                   |
| 2010      | 10 dolog, amit utálok benned   | 10 Things I Hate About You       | Danica                   | 1 epizód                                                                                   |
| 2010      | Katonafeleségek                | Army Wives                       | Marisol Evans            | 3 epizód                                                                                   |
| 2010      |                                | My Super Psycho Sweet 16: Part 2 | Courtney Ramirez         | tévéfilm                                                                                   |
| 2011      | Happy Endings – Fuss el véle!  | Happy Endings                    | Rita                     | 1 epizód                                                                                   |
| 2011      | A mentalista                   | The Mentalist                    | Elvia                    | 1 epizód                                                                                   |
| 2011–2012 | Gazdagok és szépek             | The Bold and the Beautiful       | Beverly                  | visszatérő szereplő (15 epizód)                                                            |
| 2012      |                                | No Names                         | Megan                    | 3 epizód                                                                                   |
| 2013      |                                | Longmire                         | Lorna Dove               | 1 epizód                                                                                   |
| 2013      | Született detektívek           | Rizzoli & Isles                  | Lourdes Santana          | 1 epizód                                                                                   |
| 2014      |                                | Wild Blue                        | Pilar Robles             | tévéfilm                                                                                   |
| 2014–2019 | Szeplőtelen Jane               | Jane the Virgin                  | Jane Villanueva          | - főszereplő (100 epizód) - rendező (3 epizód) - vezető producer                           |
| 2016      | Playback párbaj                | Lip Sync Battle                  | önmaga                   | 1 epizód                                                                                   |
| 2017      |                                | Drop the Mic                     | önmaga                   | 1 epizód                                                                                   |
| 2018      | Brooklyn 99 – Nemszázas körzet | Brooklyn Nine-Nine               | Alicia                   | 1 epizód                                                                                   |
| 2018      | Állatok                        | Animals.                         | narrátor (hangja)        | 1 epizód                                                                                   |
| 2018–2019 | Elena, Avalor hercegnője       | Elena of Avalor                  | Marisa hercegnő (hangja) | - 3 epizód - magyar hangja: - Pánics Lilla                                                 |
| 2018–2022 | Hormonokkal túlfűtve           | Big Mouth                        | Gina Alvarez (hangja)    | visszatérő szereplő (17 epizód)                                                            |
| 2019      | Robotcsirke                    | Robot Chicken                    | Ginger (hangja)          | 1 epizód                                                                                   |
| 2019      | RuPaul – Drag Queen leszek!    | RuPaul's Drag Race               | önmaga                   | 1 epizód                                                                                   |
| 2019      | Bűbájos boszorkák              | Charmed                          | nem szerepel             | rendező (1 epizód)                                                                         |
| 2019–2021 | Carmen, a mestertolvaj         | Carmen Sandiego                  | Carmen Sandiego (hangja) | főszereplő                                                                                 |
| 2020–2021 | Egy leendő elnök naplója       | Diary of a Future President      | Elena leendő elnök       | - főszereplő és vezető producer - rendező (2 epizód) - magyar hangja: - Bogdányi Titanilla |
| 2021      | Dr. Doogie                     | Doogie Kamealoha, M.D.           | nem szerepel             | rendező (1 epizód)                                                                         |
| 2022      | Ollie hazatalál                | Lost Ollie                       | Momma                    | - főszereplő - magyar hangja: - Dobó Enikő                                                 |
| 2022      |                                | Good Sam                         | nem szerepel             | rendező (1 epizód)                                                                         |
| 2022      | Batwheels                      | Batwheels                        | Macskanő (hangja)        | - főszereplő - magyar hangja: - Kelemen Kata                                               |
| 2023      | Még nem halott                 | Not Dead Yet                     | Nell Serrano             | főszereplő és vezető producer                                                              |

## Fordítás
- Ez a szócikk részben vagy egészben  a   Gina Rodriguez című angol Wikipédia-szócikk fordításán alapul.  Az eredeti cikk szerkesztőit annak laptörténete sorolja fel. Ez a jelzés csupán a megfogalmazás eredetét és a szerzői jogokat jelzi, nem szolgál a cikkben szereplő információk forrásmegjelöléseként.